# Västergötlands runinskrifter 1
Västergötlands runinskrifter 1 är ett nu försvunnet medeltida runristat fragment av en gravhäll som funnits vid Bergs kyrkogård, Bergs socken och Skövde kommun. Runstenens mått är cirka 1,2 gånger 0,7 meter. Runstenen är försvunnen sedan lång tid tillbaka.

## Inskriften
Translitterering av runraden:
[... ...rka : steina · iuesi ...]
Normalisering till äldre fornsvenska:
... [ma]rka stæina þessa(?) ...
Översättning till nusvenska:
...rista dessa stenar...